# Riserva naturale orientata Monte Genuardo e Santa Maria del Bosco
La riserva naturale orientata Monte Genuardo e Santa Maria del Bosco è un'area naturale protetta situata nei comuni di Contessa Entellina, Giuliana e Sambuca di Sicilia, nelle provincie di Agrigento e Palermo ed è stata istituita nel 1997. Era stata soppressa nel 2012 e inglobata nel parco dei Monti Sicani. Nel 2019, a seguito dell'annullamento del Parco del Monti Sicani, è stata ripristinata.

## Territorio
L'area protetta tutela un territorio prevalentemente montuoso che si estende per circa 2.552,91 ettari, nel territorio dei comuni di Contessa Entellina, Giuliana e Sambuca di Sicilia. L'area è dominata dal Monte Genuardo (1180 m), sui cui fianchi sono presenti formazioni laviche di rilievo geologico.

## Flora
Sul versante nord-occidentale del Monte Genuardo si trovano boschi di leccio (Quercus ilex) e
roverella (Quercus pubescens) mentre su quello meridionale prosperano l'acero campestre (Acer campestre) e il sorbo montano (Sorbus aria). Sono inoltre presenti aree di rimboschimento a pino domestico (Pinus pinea) e pino d'Aleppo (Pinus halepensis), la cui origine risale agli anni Settanta e al cui interno si è registrata una reviviscenza spontanea di lecci e roverelle. 
 
Il sottobosco è ricco di arbusti di pungitopo (Ruscus aculeatus), biancospino (Crataegus monogyna) e rosa canina.
È possibile incontrare anche specie rare come il giaggiolo siciliano (Iris pseudopumila), la bivonea gialla (Bivonaea lutea) e l'evax delle Madonie (Evacidium discolor).

Lungo i corsi dei torreni presenti nella riserva sono presenti il cerfoglio (Astricus cereifolium) e l'asplenio (Asplenium trichomanes), mentre nelle numerose radure si possono ammirare ginestre, asfodeli (Asphodelus microcarpus) e ferule (Ferula communis).

## Fauna
La riserva ospita numerose specie di mammiferi tra cui il coniglio selvatico (Oryctolagus cuniculus), la volpe (Vulpes vulpes), il riccio (Erinaceus europaeus), il gatto selvatico (Felis silvestris) e la martora (Martes martes). Con un po' di fortuna è possibile osservare anche il topo quercino (Eliomys quercinus), l'arvicola del Savi (Microtus savii) e il toporagno di Sicilia (Crocidura sicula).

Tra gli uccelli sono presenti il picchio rosso maggiore (Dendrocopos major), il picchio muratore (Sitta europaea), il rampichino (Certhia brachydactyla), la capinera (Sylvia atricapilla), la cinciallegra (Parus major) e rapaci come l'allocco (Strix aluco), il barbagianni (Tyto alba) e la civetta (Athene noctua).

Tra i rettili meritano una menzione la vipera (Vipera aspis), il saettone (Zamenis longissimus) e il geco (Tarentola mauritanica).

## Punti di interesse

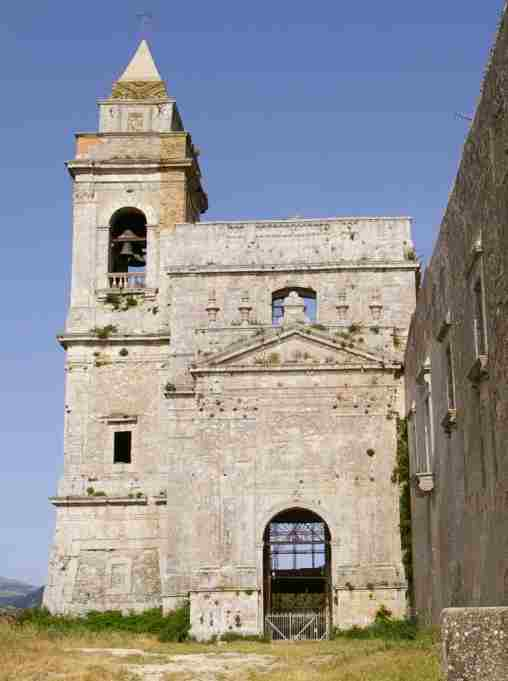
Abbazia di Santa Maria del Bosco

- Abbazia di Santa Maria del Bosco
- Bosco del Pomo
- Rovine di Adranon

## Strutture ricettive
Dal 2003 è stato aperto un centro visite ricavato da un'antica costruzione in pietra, che fa da base logistica per
attività didattiche e di accoglienza.